# Hipnos
Hipnos ou Hypnos (em grego:  Ὕπνος, transl.: Hypnos, lit. "sono"), é o deus do sono na mitologia grega. Personificação do sono, e da sonolência; mas não do cansaço no que diz respeito à fadiga. Hipnos é um dos daemons gregos: deuses que interferem no espírito dos mortais. Segundo a Teogonia de Hesíodo, ele é filho sem pai de Nix (Νύξ), a deusa da noite, mas outras fontes dizem que o pai é o Érebo (As Trevas Primordiais, que personifica a escuridão profunda e primitiva que se formou no momento da criação). Tem nove irmãos, entre os quais o mais importante é seu gêmeo Tânato, (Θάνατος) a personificação da morte. Tanto que em Esparta, é comum sua imagem ser colocada sempre ao lado da morte, representada por seu irmão. Seus outros irmãos nasceram apenas da vontade de Nix ou da ajuda de Érebo. Seu equivalente romano é Somno.

## Lenda
Hipnos vivia num palácio construído dentro de uma grande caverna no oeste distante, onde o sol nunca alcançava, porque ninguém tinha um galo que acordasse o mundo, nem gansos ou cães, de modo que Hipnos viveu sempre em tranquilidade, em paz e silêncio. Do outro lado de todo este lugar peculiar passava Lete, o rio do esquecimento, e nas margens, cresciam plantas que junto ao murmúrio das águas límpidas do rio ajudavam os homens a dormir. No meio do palácio existia uma bela cama, cercada por cortinas pretas onde Hipnos descansava, sendo que Morfeu tomava cuidado de que ninguém o acordasse.
Costuma ser visto trajando peças douradas, em oposição a seu irmão gêmeo que normalmente usava tons prateados. Também pode ser retratado como um jovem nu dotado de asas, tocando flauta. Às vezes é mostrado como adormecido em um leito de penas com cortinas negras à volta. Seus atributos incluem um chifre contendo ópio, um talo de papoula, um ramo gotejando água do rio Lete ("Esquecimento") e uma tocha invertida.
Pausânias, em sua obra Descrição da Grécia, menciona diversas vezes a presença de estátuas de Hipnos ao lado de seu irmão Tânato.

## Genealogia

### Pais
- Érebo - deus das trevas e escuridão;
- Nix - deusa da noite.

### Irmãos
- Tânato, deus da morte;
- Éter, deus do céu;
- Hespérides, deusa da tarde;
- Filotes, deus da amizade;
- Geras, deus da velhice;
- Momo, deus da ironia e do sarcasmo;
- Oizus, deus da miséria;
- Nêmesis, deusa da vingança;
- Quer, deusa do destino do homem em seus momentos finais;
- Moros, deus do quinhão que cada homem receberá em vida;
- Morfeu - deus dos sonhos bons ou abstratos;
- Ícelo - deus dos pesadelos;
- Fântaso - criador dos objetos inanimados monstros, quimeras e devaneios que aparecem nos sonhos e ficam na memória;
- Fantasia -  deusa do delírio e da fantasia.

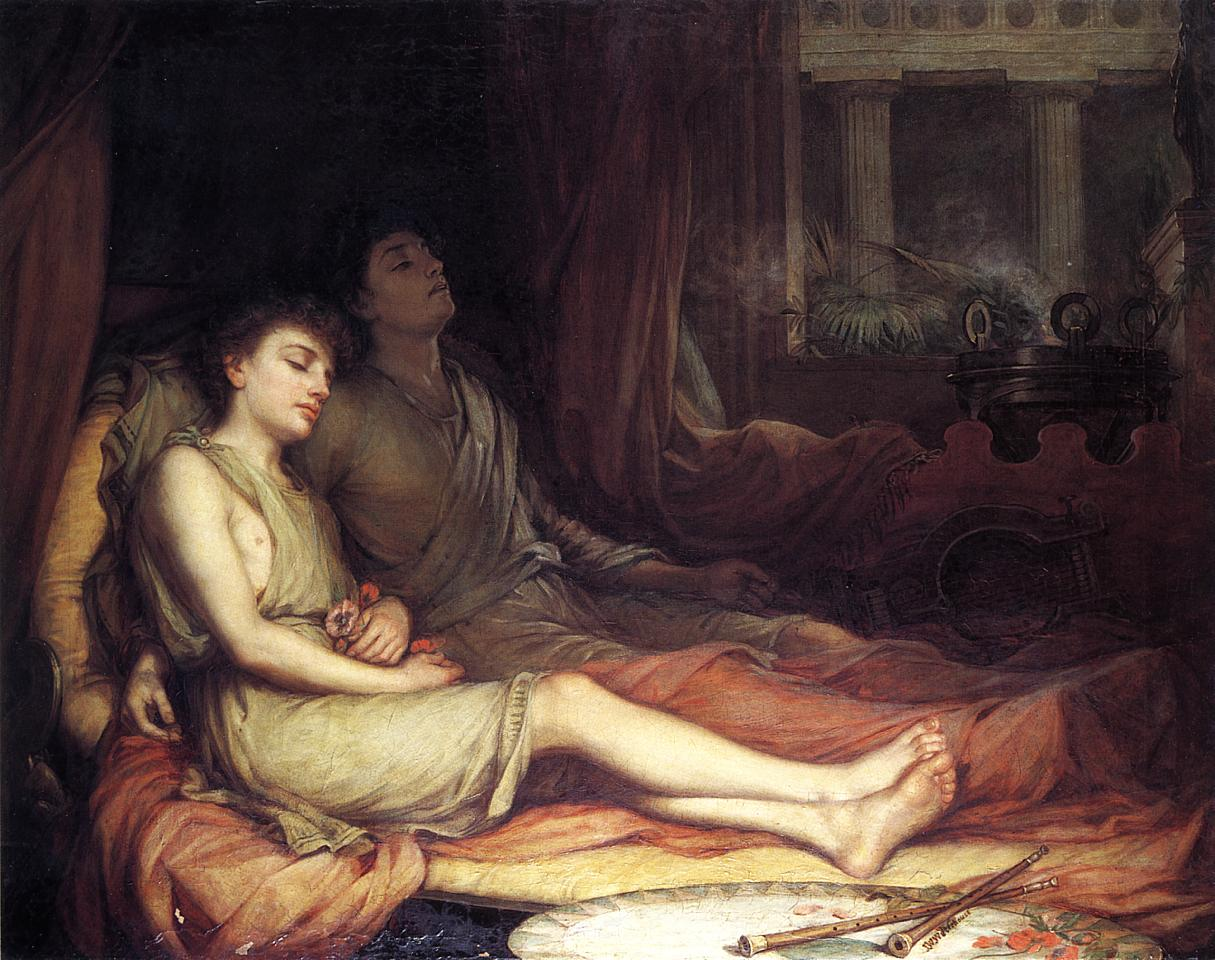
Hipnos e Tânato por John William Waterhouse

## Na Cultura Moderna
- Hipnos deu nome a terapia psiquiátrica da hipnose, e ao tratamento da hipnoterapia.
- Na série Os Cavaleiros do Zodíaco, de Masami Kurumada, Hypnos é o nome de um dos deuses conselheiros de Hades.